# Chiropterotriton magnipes
Chiropterotriton magnipes es una especie de salamandra en la familia Plethodontidae.
Es endémica de México.
Sus habitats naturales son los montanos húmedos tropicales o subtropicales y las cuevas.
Está amenazada de extinción debido a la destrucción de su hábitat .